# Манастир Сињац
Манастир Сињац припада Епархији нишкој Српске православне цркве и представља непокретно културно добро као споменик културе. Тачно време подизања није познато, осим записа да је живописана 1618. године.

## Историја
О прошлости манастира мало је писано. Др Михајло Костић је први средином прошлог века забележио предање да
су ову богомољу, као и оне у Љубатовици, Дивљани и Космовцу, подигли у XIV веку као своју задужбину браћа Мрњавчевићи, а да је порушен у старо турско доба. Миша Ракоција је са члановима Српског ученог друштва Михајла Валтровића и Драгутина Милутиновића, непуну годину по ослобођењу 1878. обилазио верске објекте у новоослобођеним крајевима и описивао затечено стање. За овај манастир су забележили да је “мали манастир пре српско-турског рата од 1876. када су га Черкези или Турци попалили, те сада стоји пуст“. Из тада видљивих записа црква је осликана 1618. године, а претпоставили су да је зидана у првој половини XVII века, или друге половине XVI века.
Манастирски игуман се помиње у записима из 1662. године.
Других сачуваних података нема све до 1838. године када је манастир финансирао штампање једне књиге у Цариграду. Ново затишје у изворима је до српско-турског рата 1876. године када Черкези харају и пале манастир, те је стајао пуст и после ослобођења у лето 1878. године. После обнове није настањен монасима, већ је служио као метох Сињачке парохије.
Поново га настањује за кратко монах Соломон 1899./1901.
када је подигнут конак и обновљена воденица. После тога до 1990. о њему воде бригу тутори из села Сињца.
Године 1990. Нишки Завод за заштиту споменика културе извршио је истраживачко-конзерваторске радове на вредном живопису, а Скупштина општине Бела Паланка је исте године, на предлог Завода прогласила манастир спомеником културе.

### Положај манастира
Манастир се налази уз леву обалу Нишаве, у сутесци Свети Отац, у атару села Сињац недалеко од Беле Паланке.  После ослобађања од Турака (1878) био је још увек сачуван западни зид који је делио старију грађевину од дограђене припрате. У комплексу средњовековног манастира су били црква, конак и воденица. Данас воденице више нема, а конак нема употребну вредност.

## Манастирска црква
Манастирска црква која је посвећена Светом Николају Мириликијском, у основи је триконхонална грађевина, са слепом куполом изнад средишњег травеја. Купола је ослоњена на два пара надвишених прислоњених лукова, где је апсида полукружна. Највероватније да је одмах по градњи и живописању на западној страни дозидана пространа припрата. Недавно је откривен пространи живопис који је доста добро очуван.
Има мишљења да је ово најисточнија локација Цркве са представом светог Симеона Мироточивог у Србији. Зидна сликарска декорација представља најзначајнију сликарску целину са почетка 17. века у источној Србији.
Део историчара ликовне уметности сматра да је фрескодекорација са изузетно зналачки компонованим бојама, међу којима се посебно истиче црвена, љубичаста, светлоплава, зелена, окер и жута. Најимпресивнијим сматрају се фреске са представама Исуса, Светог Саве и Симеона.